# Northern Line

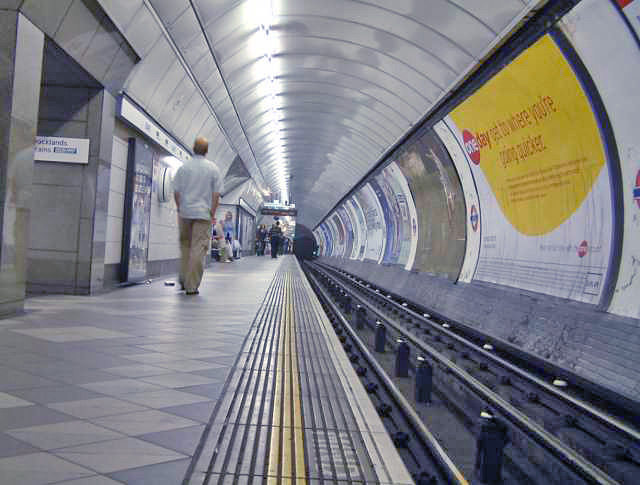
Nástupiště stanice Bank

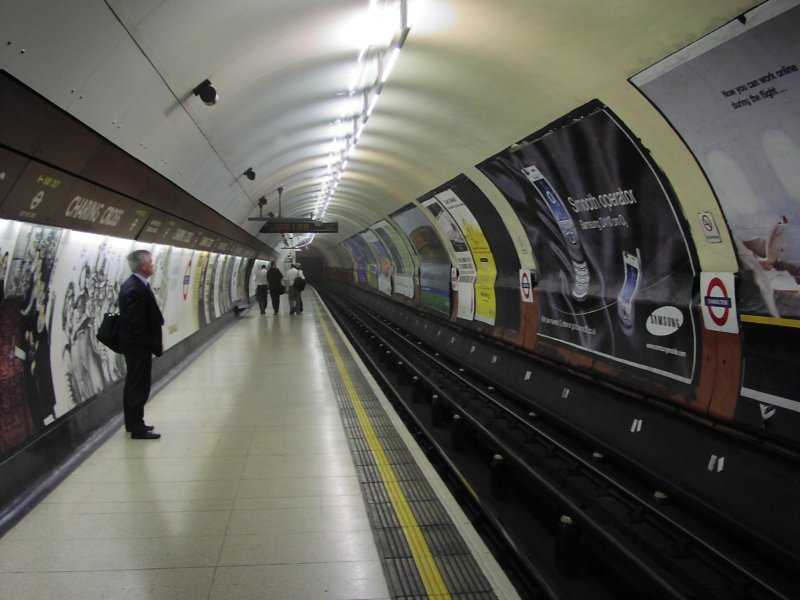
Nástupiště stanice Charing Cross

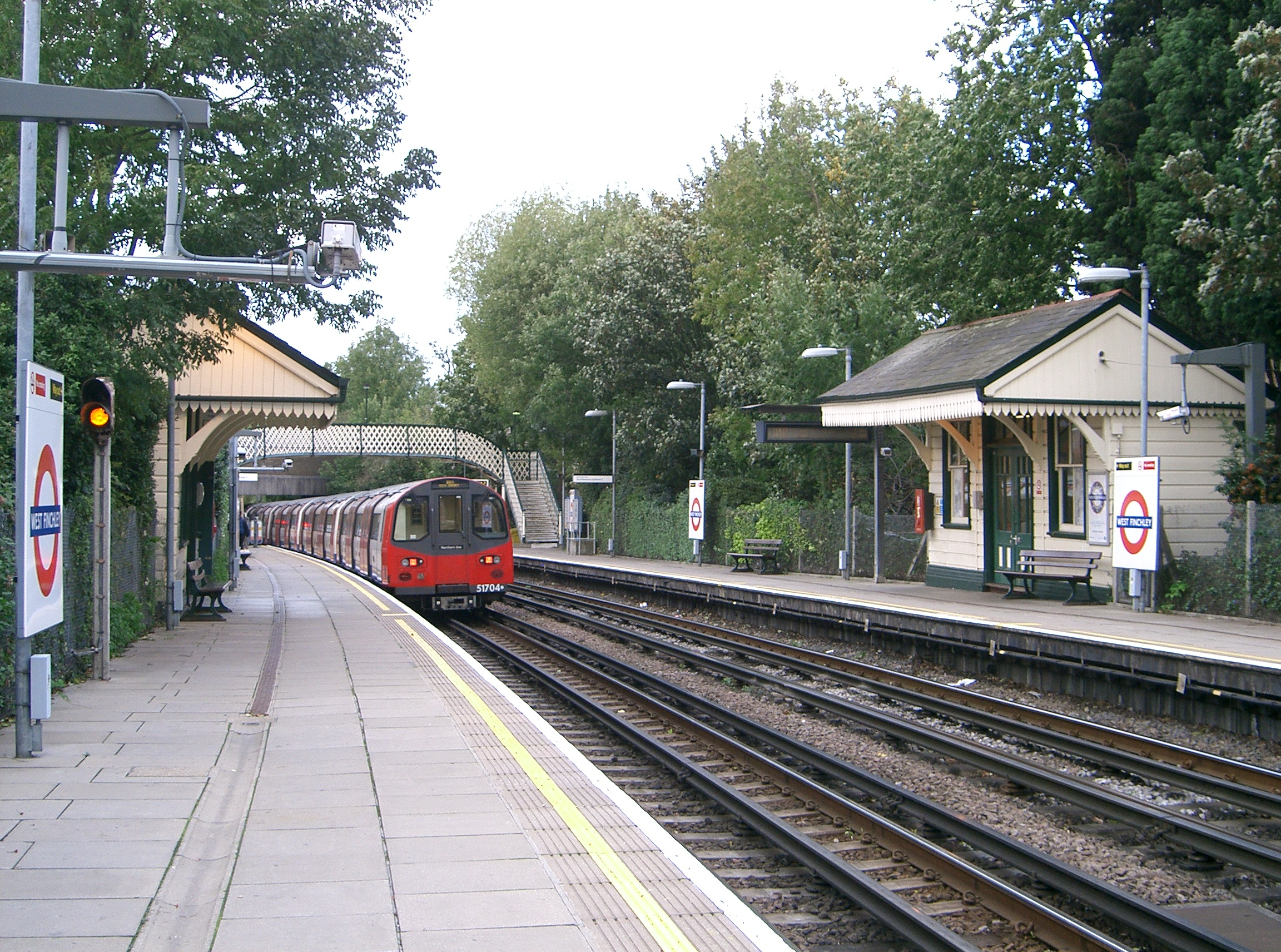
Souprava odjíždějící ze stanice West Finchley

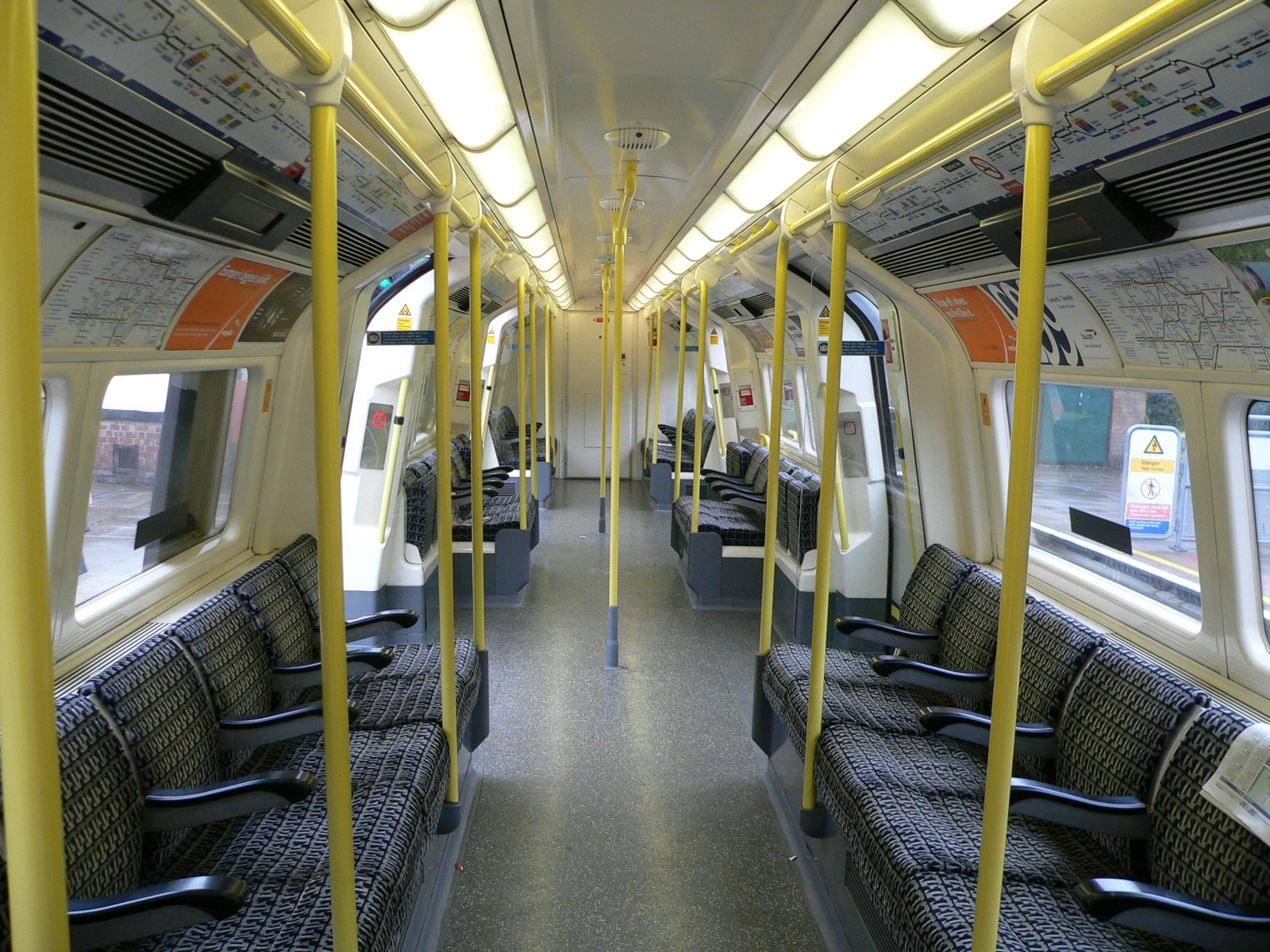
Interiér vozů Northern Line

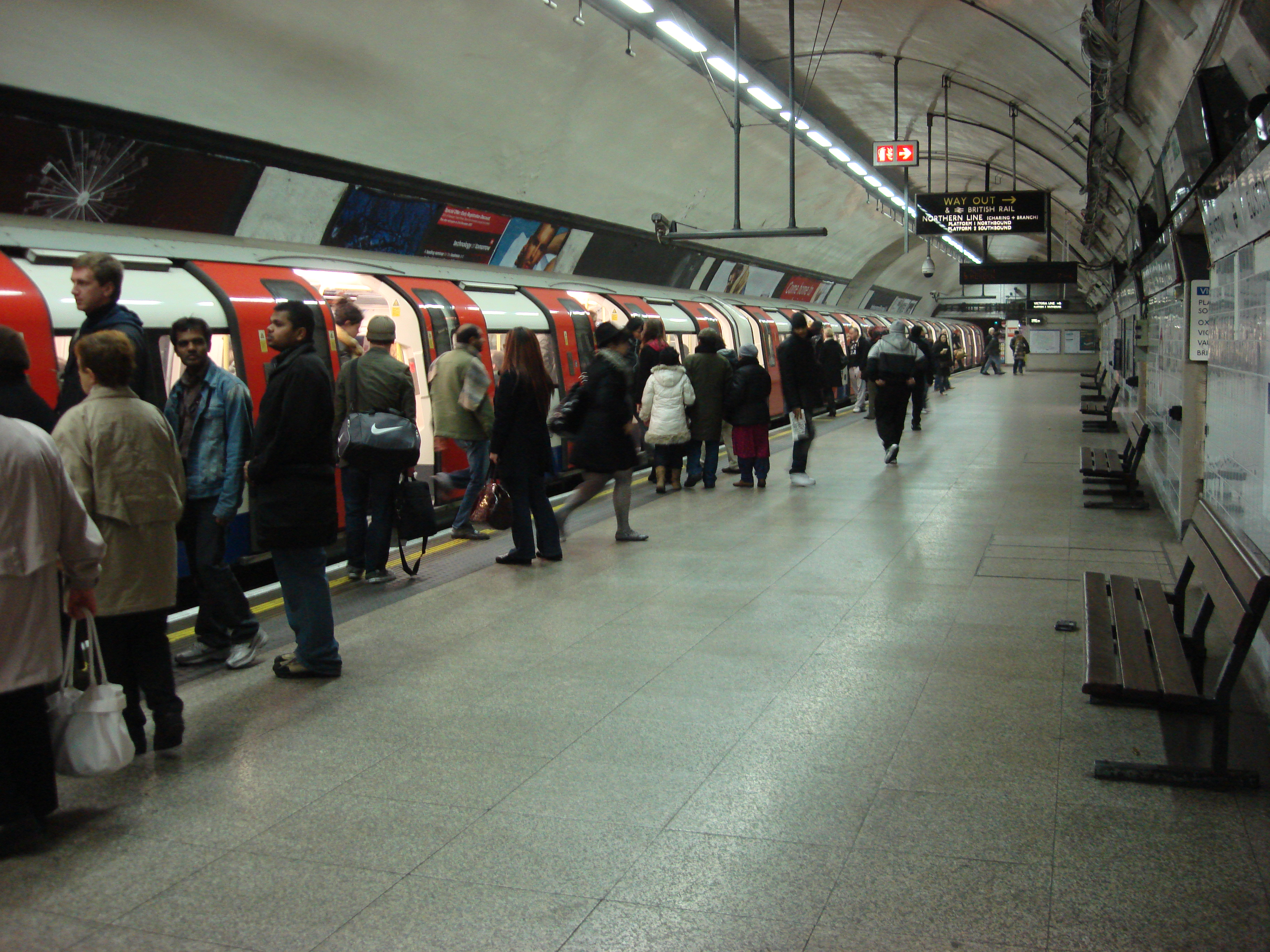
Souprava ve stanici Euston (větev Bank).

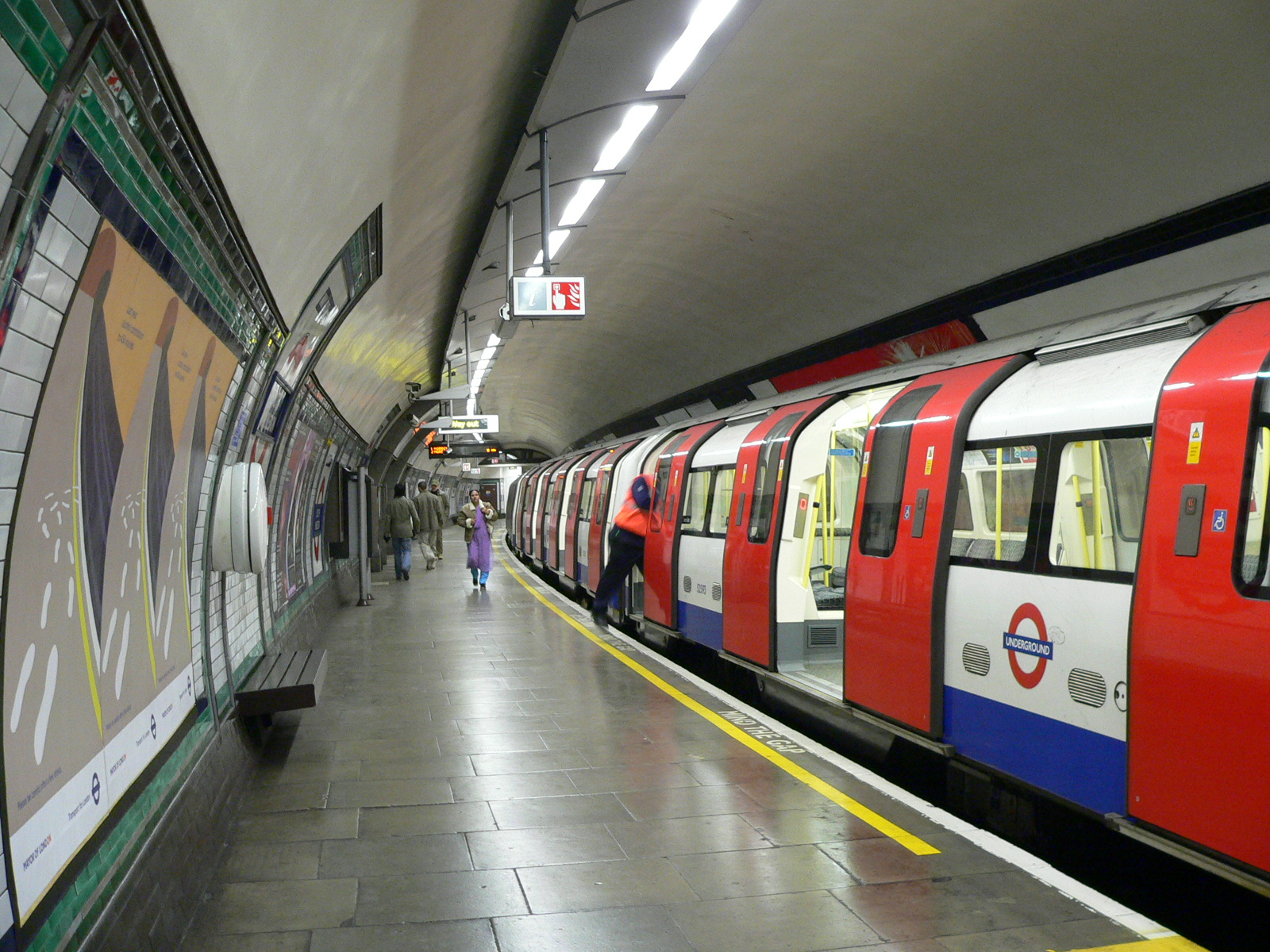
Souprava ve stanici South Wimbledon

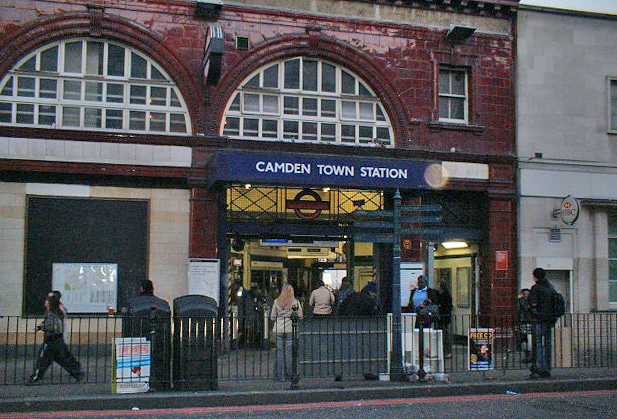
Budova stanice Camden Town

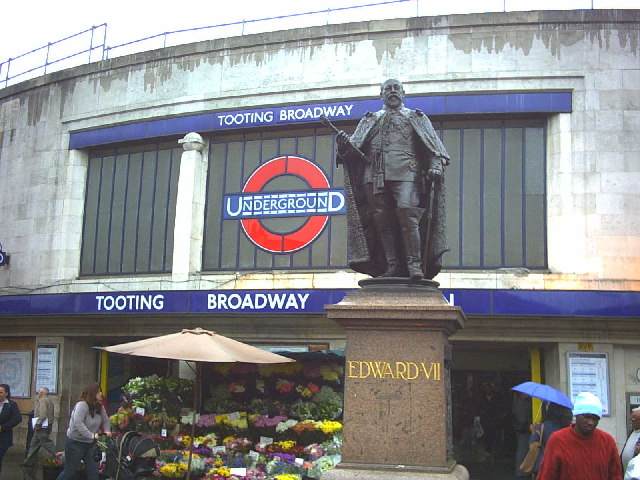
Socha Eduarda VII. Před stanicí Tooting Broadway

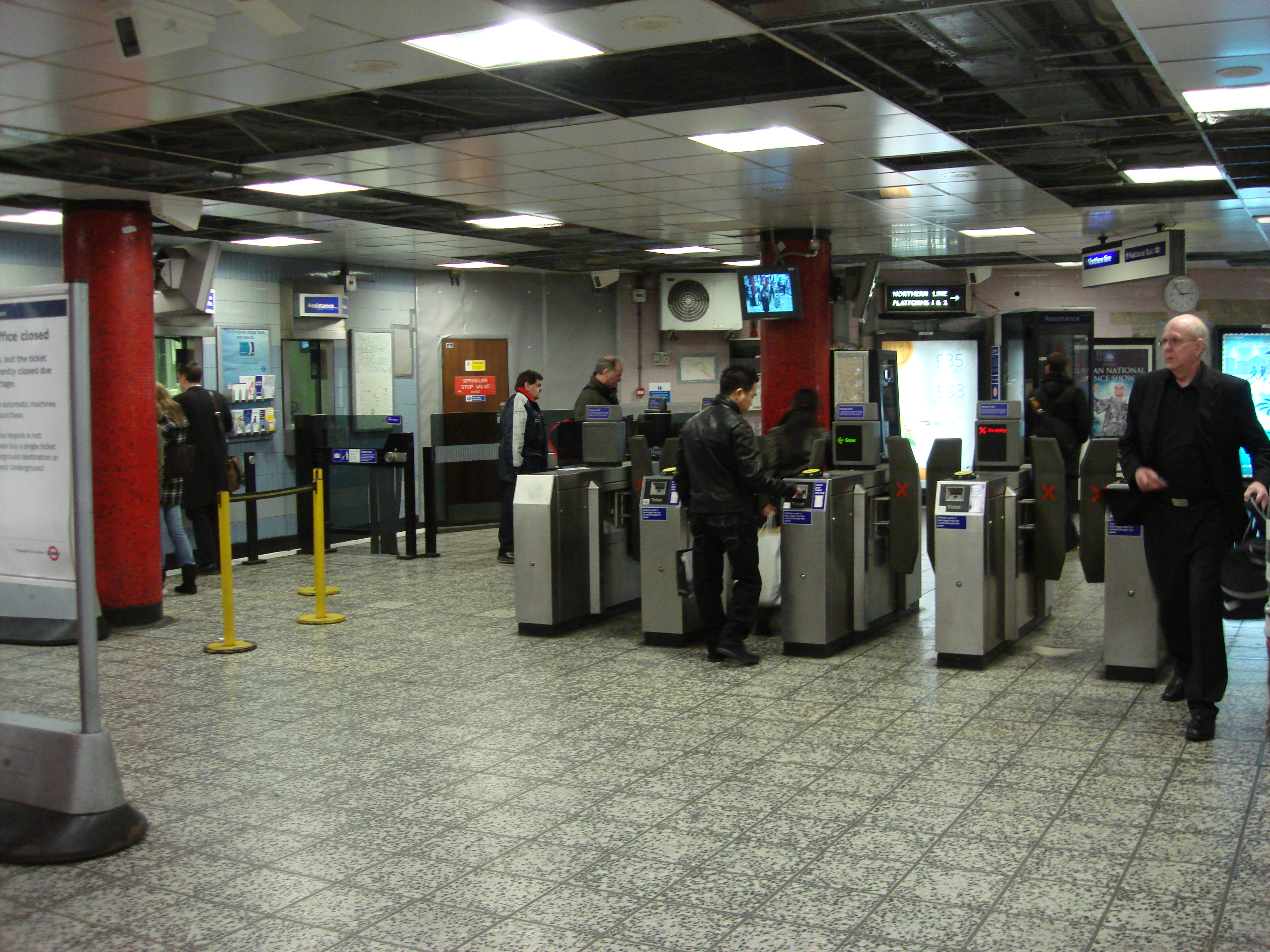
Vestibul stanice Old Street

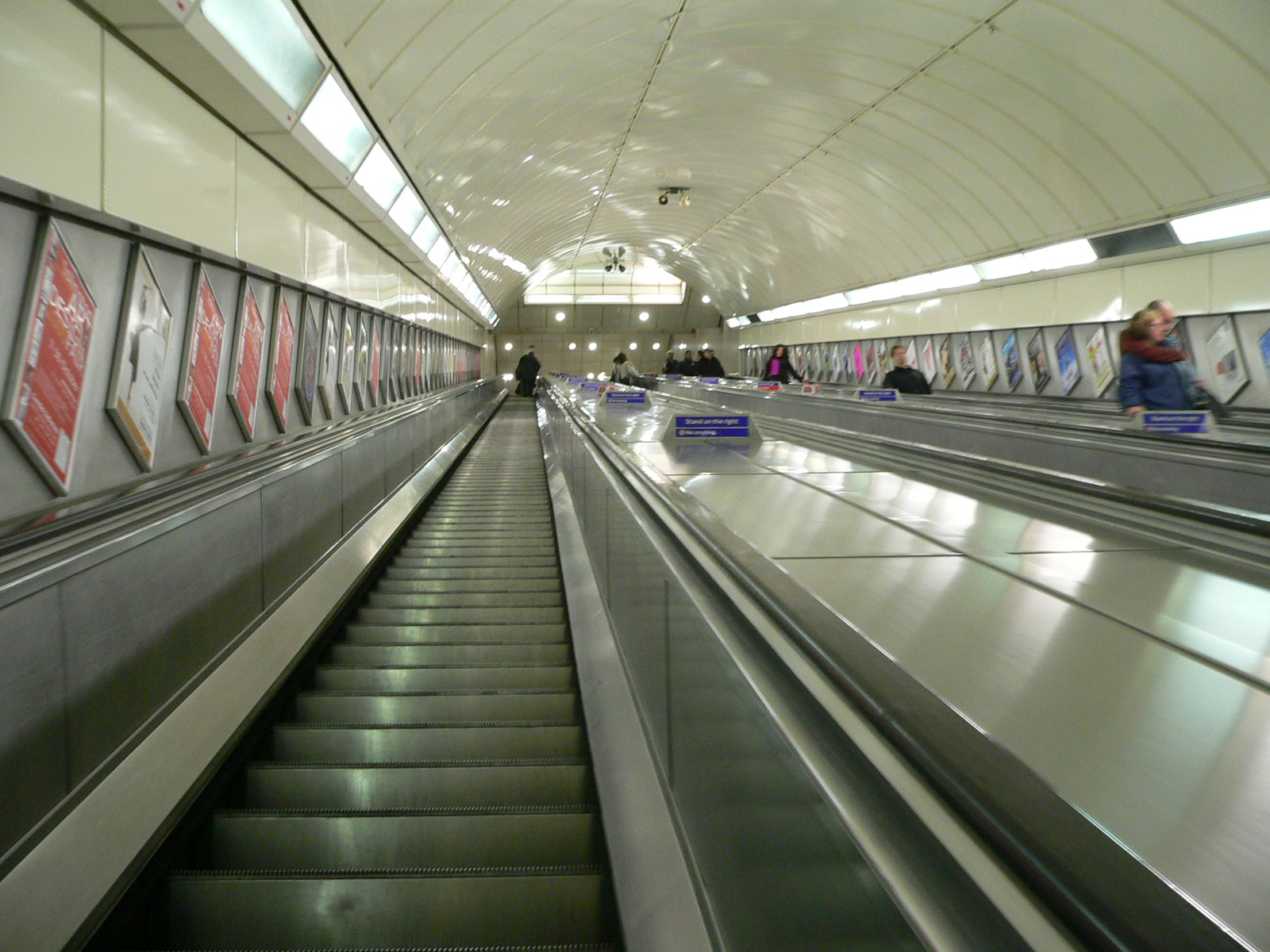
V stanici Angel se nachází nejdelší eskalátor v západní Evropě

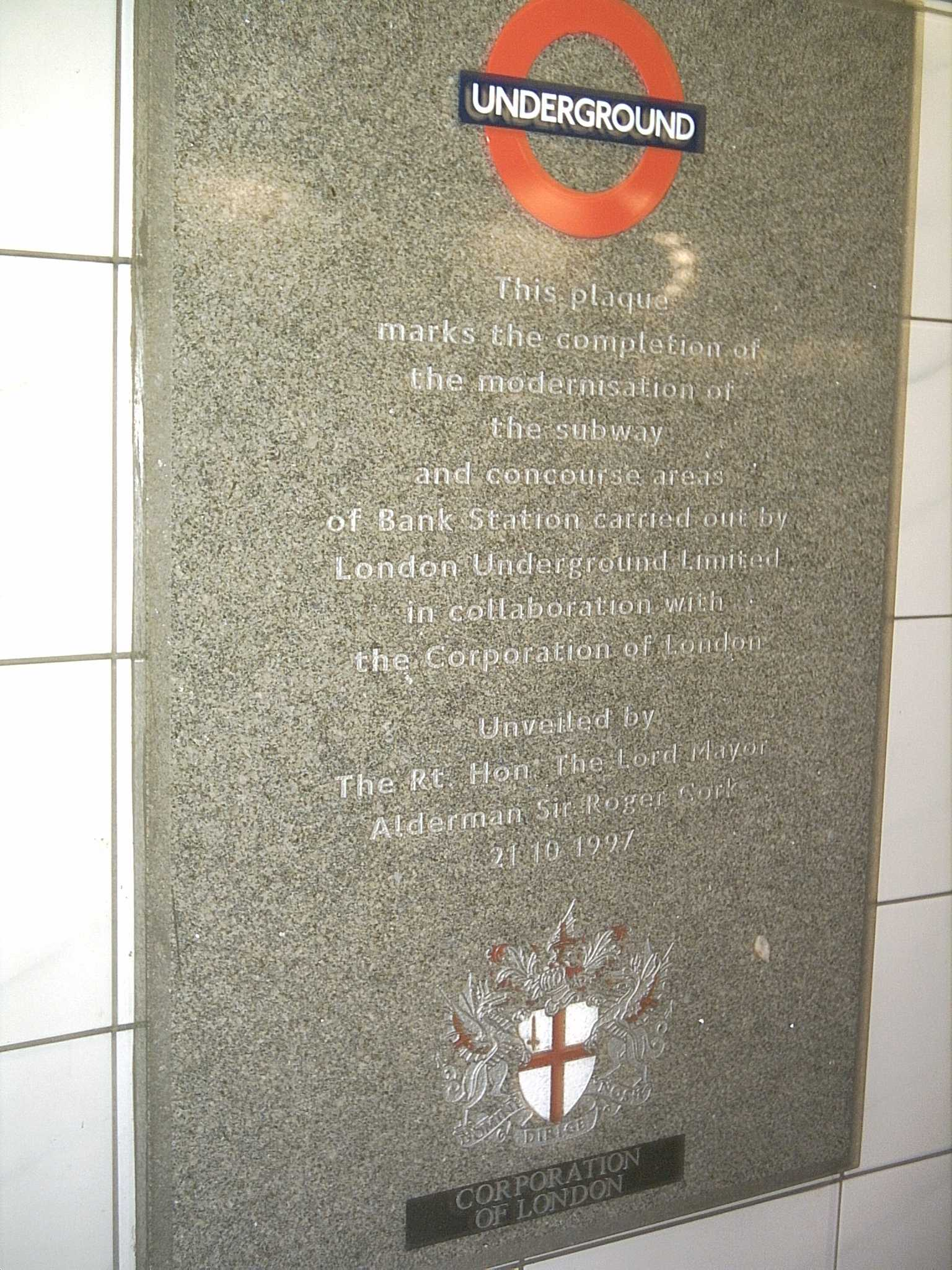
Pamětní deska ve stanici Bank

Northern Line je jedna z linek londýnského metra. Na mapách je znázorněna černou barvou. Je to podzemní linka s raženými tunely na ose sever-jih. Se svými dvěma větvemi v severní části a dvěma větvemi v centrální části patří k nejsložitějším trasám londýnské podzemní sítě a je nejvíce vytíženou linkou vůbec. Navzdory svému názvu (česky: „severní linka“) je linkou, která sahá nejdále na jih.

## Dějiny

### Začátky
City & South London Railway, první londýnská podzemní (ražená) železnice, postavená pod supervizí Jamese Henryho Greatheada, který byl odpovědný za Tower Subway. Trať otevřeli v listopadu roku 1890 ze Stockwell do v současnosti zavřené stanice na King William Street. Tato stanice byla postavena na nevhodném místě a nebyla schopna zvládnout nápor cestujících a tak byla v roce 1900 otevřena nová trasa do Moorgate přes stanici Bank. V roce 1907 byla City & South London Railway prodloužena na jih ke Clapham Common a na sever k stanici Euston .
Charing Cross, Euston & Hampstead Railway (rovněž nazývaná „Hampstead Tube“) otevřeli v roce 1907. Trasa vedla ze stanice Charing Cross (která byla dlouhá léta známá pod jménem Strand) do Golders Green a Highgate (dnes Archway). V roce 1914 byla prodloužena o jednu zastávku na jih do stanice Embankment.
V roce 1913 se obě linky dostaly do vlastnictví jedné společnosti a během 20. let byly vybudovány spojnice ve stanicích Camden Town a Kennington. Tunely City & South London Railway byla rozšířena na standardní velikost a trať byla prodloužena na severu z Golders Green do stanice Edgware (1923-1924) a na jihu z Clapham Common do stanice Morden (1926). Výsledná linka byla pojmenována jako Morden-Edgware Line, i když existovala mnohá alternativní pojmenování ve stylu kontrakce Baker Street & Waterloo Railway na „Bakerloo“, jako např. „Edgmorden“ nebo „Medgware“. Své současné jméno, Northern Line, dostala linka v roce 1937.

### Northern Heights
V červnu 1935 předstoupil London Transport s odvážným plánem prodloužit trasu Northern Line s využitím již existujících tratí (zejména London & North Eastern Railway na sever od Highgate) skrz tzv. „Northern Heights Plan". Tyto tratě postavila společnost Edgware, Highgate and London Railway (a její následovníci) v 60. a 70. letech 19. století a vedly z Finsbury Parku do stanice Edgware přes Highgate s větvemi do Alexandra Palace a High Barnett. Dále by byla trať prodloužena z Edgware, přes Brockley Hill, Elstree až do Bushey Heath a novým depem Aldenham.
Projekt zahrnoval elektrifikaci pozemních tratí, které byly v té době obsluhované parními lokomotivami a vybudování tří nových spojnic: mezi Northern City Line a stanicí Finsbury Park na povrchu; prodloužení větve Highgate ke trati London & North Eastern Railway (LNER) nedaleko East Finchley skrz nové podzemní tunely a krátkou odbočku ze stanice Edgware patřící LNER do stejnojmenné stanice spadající pod London Underground.
Práce na projektu započaly koncem 30. let, avšak s počátkem druhé světové války se práce zabrzdily. Práce pokračovaly na spojnici z Highgate a na větvi směřující k High Barnett. Úsek Archway - East Finchley otevřeli v roce 1939, v roce 1940 otevřeli úsek East Finchley - High Barnet a nakonec v roce 1941 i novou stanici v Highgate. Jediná trať spadající pod LNER byla elektrifikována v roce 1941 až po Mill Hill East a sloužila k zásobování tamních kasáren. Práce na ostatních částech projektu byly zastaveny.
Po válce se území za Edgware stalo součástí tzv. „Zeleného pásu“ (angl. The Green Belt) a potenciální poptávka po vlakové dopravě z Bushey Heath se rozplynula. Dostupné finanční zdroje byly přesunuty na dokončení východního prodloužení Central Line a 9. únor a 1954 byl „Northern Hights Plan“ zastaven na dobro. Trať z Highgate do Alexandra Palace byla v roce 1954 uzavřena pro přepravu cestujících. V současnosti je tato oblast oblíbená zejména u cyklistů.
V roce 1975 se Northern City Line, v té době známá jako větev Highbury, stala součástí British Rail a v současnosti je provozována společností First Capital Connect.

### Současnost
Během 80. a 90. let Northern Line pro svou nespolehlivost a přelidněnost získala přezdívku „Misery Line“, i když její pověst se mírně vylepšila s uvedením nových vlakových souprav z roku 1995, které jezdí dodnes.
V roce 2003 se na stanici Camden Town vykolejil vlak. Tato nehoda poškodila signální zařízení a stanici během oprav nebylo možné využívat jako uzel – vlaky z Edgware jezdily pouze po větvi Bank, zatímco vlaky z High Barnett jezdily pouze po větvi Charing Cross. Plná převádí byla obnovena 7. března 2004. Jak příčina nehody se uvádí nevhodná geometrie tratě způsobující nadměrné tření.
Během teroristických útoků v Londýně 7. červenec 2005 se čtvrtý útočník měl původně vydat na svou poslední cestu vlakem Northern Line, ale jelikož kvůli poruše jedné soupravy linku uzavřeli, bombu odpálil místo toho v autobuse na Tavistock Square.
13. října 2005 byla provoz na celé Northern Line zastavena z důvodu technické závady na systému záchranných brzd ve vlacích. Omezený provoz byl obnoven 17. října a plný provoz byl obnoven o den později.
V červnu 2008 společnost Treasury Holding vlastnící elektrárnu Battersea oznámila návrh na prodloužení Northern Line ze stanice Kennington do nově přestavěné oblasti v místě dnešní elektrárny. Výstavba započala v roce 2015 s předpokládaným dokončením prodloužené trasy do stanice Battersea Power Station v roce 2020. Odbočka na Nine Elms a Battersea Power Station byla nakonec zprovozněna až v roce 2021, přičemž existují plány prodloužit tuto odbočku o jednu stanici na Clapham Junction, kde by vznikl přestupní uzel mezi Overgroundem a plánovaným železničním projektem Crossrail 2.

## Vozový park
Všechny soupravy na Northern Line jsou z roku 1995 a mají standardní nátěr v londýnských barvách - bílé, modré a červené. Oproti předchozím soupravám jsou stávající mnohem pohodlnější a jsou vybaveny orientačním systémem.

## Trasa

### Větev High Barnet
- Terminus: High Barnet
- Totteridge and Whetstone
- Woodside Park (bezbariérový přístup)
- West Finchley (bezbariérový přístup)
- Mill Hill East (na samostatné větvi)
- Finchley Central (bezbariérový přístup)
- East Finchley
- Highgate
- Archway
- Tuffnel Park
- Kentish Town (přestup na National Rail)

### Větev Edgware
- Terminus: Edgware
- Burnt Oak
- Colindale
- Hendon Central
- Brent Cross
- Golders Green
- Hampstead
- Belsize Park
- Chalk Farm

### Uzel Camden Town
- Camden Town

Spojnice mezi dvěma severními větvemi a dvěma jižními větvemi Northern Line se nacházejí jižně od stanice Camden Town. Stanice ma dvojici nástupišť na obou severních větvích, takže vlaky směřující na jih mohou vyrazit směrem k Charing Cross nebo k Bank z kteréhokoliv jižního nástupiště.

### Větev Charing Cross
- Mornington Crescent
- Euston (přestup na Victoria Line, Northern Line (větev Bank), London Overground a National Rail)
- Warren Street (přestup na Victoria Line)
- Goodge Street
- Tottenham Court Road (přestup na Central Line)
- Leicester Square (přestup na Piccadilly Line)
- Charing Cross (přestup na Bakerloo Line a National Rail)
- Embankment (přestup na Circle Line, District Line a Bakerloo Line)
- Waterloo (přestup na Waterloo & City Line, Bakerloo Line, Jubilee Line a National Rail)

Vlaky směřující na jih obvykle končí ve stanici Kennington, kde se otáčejí.

### Větev Bank
- Euston (přestup na Victoria Line, Northern Line (větev Charing Cross), London Overground a National Rail)
- King's Cross St. Pancras (přestup na Piccadilly Line, Metropolitan Line, Circle Line , Hammersmith & City Line, Victoria Line a National Rail)
- Angel
- Old Street
- Moorgate (přestup na Metropolitan Line, Circle Line, Hammersmith & City Line a National Rail)
- Bank (přestup na Docklands Light Railway, Waterloo & City Line a Central Line a na stanici Monument, kde je Circle Line a District Line)
- London Bridge (bezbariérový přístup) (přestup na Jubilee Line a National Rail)
- Borough
- Elephant & Castle (přestup na Bakerloo Line a National Rail)

Obě větve se spojují před stanicí Kennington .

### Větev Morden
- Kennington
- Oval
- Stockwell (přestup na Victoria Line)
- Clapham North
- Clapham Common
- Clapham South
- Balham (přestup na National Rail)
- Tooting Bec
- Tooting Broadway
- Colliers Wood
- South Wimbledon
- Terminus: Morden

## Budoucnost

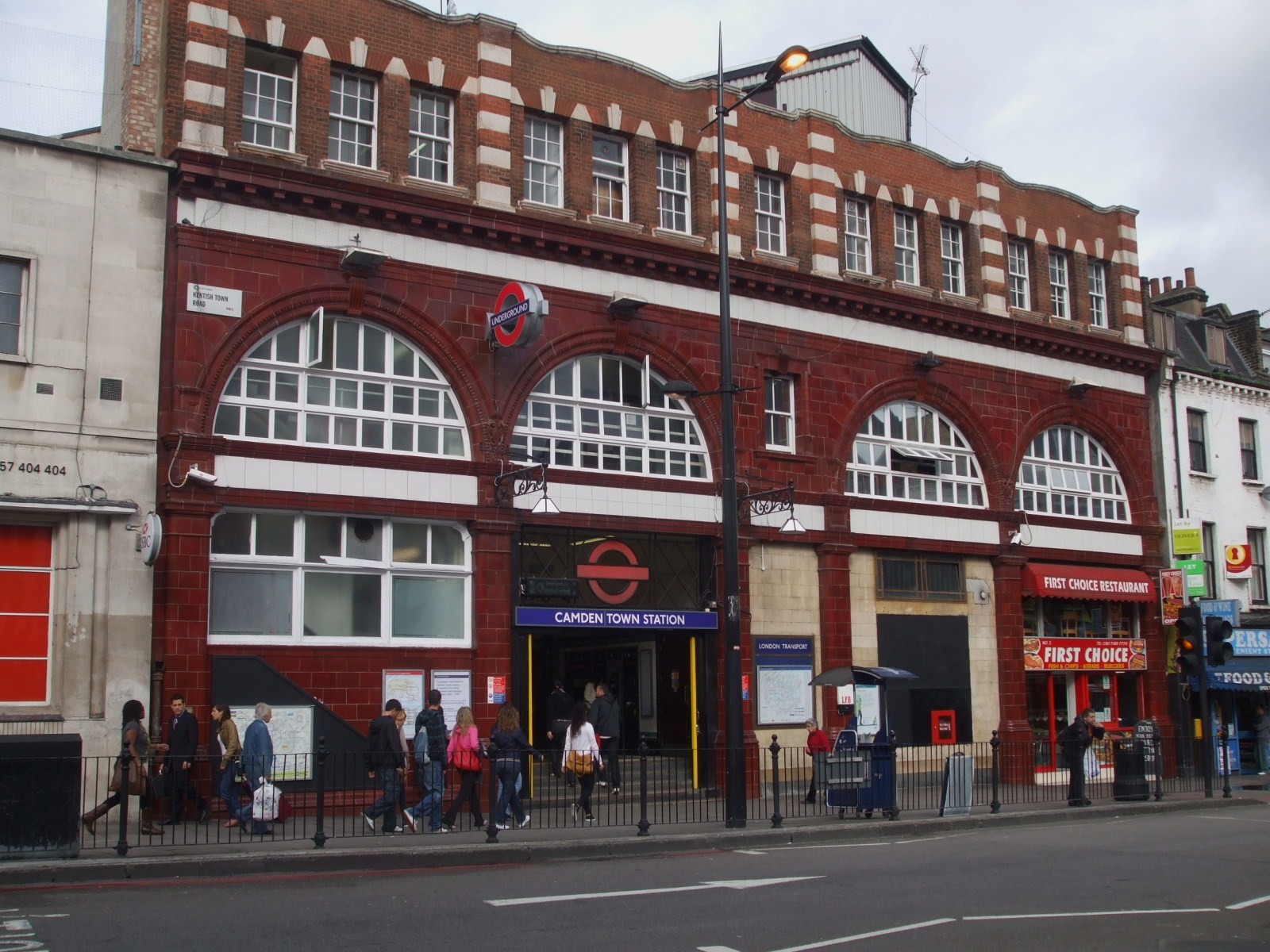
Stanice metra Camden Town

Transport for London si v roce 2025 představuje rozdělení Northern Line do dvou zvláštních linek. Současný provoz souprav ve všech kombinacích mezi větvemi totiž omezuje interval souprav na max. 2,5 min., protože soupravy na sebe musí navzájem čekat na kolejových křížení. Oddělení linek umožní zmenšení intervalu na 2 min. (nebo i méně) na všech částech trasy. K tomuto však bude nutné přestavět stanici Camden Town, protože v současném stavu by nezvládla nápor přestupujících. Navzdory vizím, má TfL problém se získáním povolení pro projekt a přestavbu. V případě realizace by se mohl změnit název a barva jedné nebo obou linek. Linka větve Charing Cross by končila ve stanici Kennington, odkud by mohla být prodloužena dále na jih.
Od roku 2011 má na lince začít fungovat automatická obsluha vlaku, která je již v současnosti v provozu na DLR a od roku 2009 má být i na Jubilee Line.
Program Thameslink v centru města by měl pomoci Northern Line a pobrat část cestujících.

## Zajímavosti
Mezi stanicí Hampstead a Golders Green se nachází rozestavěná, ale nikdy nedokončená stanice North End. Stavební práce na ní byly ukončeny v roce 1906. Se svými 63 metry měla být nejhlubší na celém systému metra. V současnosti nejhlubší je tak stanice Hampstead s nástupišti 58,5 metry pod úrovní terénu.